# Tupolev Tu-91
Tupolev Tu-91 (Byčok) byl prototyp sovětského letounu, který měl sloužit jako palubní letoun pro sovětské letadlové lodě. Prototyp poprvé vzlétl 17. května 1955 a ukázalo se, že se jedná o dobře ovladatelný stroj. Vzhledem k tomu, že byl zrušen projekt mateřské letadlové lodi, došlo i k zastavení projektu Tu-91. Firma Tupolev se snažila tento letoun uplatnit pro jiné účely, ovšem kvůli politickému rozhodnutí byl program výroby tohoto stroje zcela zastaven.

## Specifikace

### Technické údaje
- Osádka: 2
- Rozpětí: 16,4 m
- Délka: 17,7 m
- Výška: 5,06 m
- Nosná plocha: 47,48 m²
- Hmotnost prázdného stroje: 12 850 kg
- Maximální hmotnost: 14 400 kg
- Pohonná jednotka: 1 × turbovrtulový motor Izotov TV-2M
- Výkon motoru: 5 709 kW

### Výkony
- Rychlost: 800 km/h
- Dostup: 11 000 m
- Dolet: 2 350 km

### Výzbroj
- 3 × kanón ráže 23 mm
- bomby, torpéda, rakety, miny do hmotnosti 1500kg